# Алан-Зире
Ал́ан-Зир́е (тат. Алан Җөри) — деревня в Тюлячинском районе Республики Татарстан. Входит в состав Старозюринского сельского поселения.

## География
Деревня расположена в Западном Предкамье на реке Мёша, в 8 километрах к востоку от районного центра — села Тюлячи. Высота над уровнем моря — 86 м.

## Население
| 1782 | 1859 | 1897 | 1908 | 1926 | 1938 | 1949 | 1970 | 1979 | 1989 | 2000     | 2010 |
| ---- | ---- | ---- | ---- | ---- | ---- | ---- | ---- | ---- | ---- | -------- | ---- |
| 9    | 30   | 56   | 75   | 72   | 168  | 148  | 104  | 69   | 27   | менее 10 | 1    |

Национальный состав
По данным переписей населения, в селе проживают татары.

## Инфраструктура
В селе 2 улицы.